# Партия на социалистите-революционери
Партията на социалистите-революционери (ПСР, есери) е революционна социалистическа партия в Руската империя и Руската република. Тя е най-влиятелната немарксистка лява организация в страната в началото на XX век. Идеите на есерите за демократичен социализъм са в основата на тяхната победа на изборите за Учредително събрание през 1917 г. Няколко месеца по-късно есерите са свалени от власт от РСДРП (б), а учредителното събрание – закрито.

## История
Партията е създадена през 1902 г. след обединение на „Южна партия на есерите“ и „Съюз на есерите“. Бойната група на партията извършва покушение срещу вътрешния министър Дмитрий Сипягин. След революцията от 1905 г. партията печата активно вестници, а до 1907 г. се извършват общо 233 терористични акта. През 1906 г. ПСР се разцепва, като от нейни членове се формират Партия на народните социалисти и Съюз на социалистите-революционери-марксисти. Есерите излъчват депутати в първите две правителства на Руската империя, а след разпускането на втория кабинет на Думата, бойкотират изборите.
След февруарската революция ПСР е една от най-големите партии, членовете ѝ надброяват 1 млн. души. Вторият състав на Временното правителство е оглавявано от есера Александър Керенски. Управлението обаче не продължава дълго, поради последвалата октомврийска революция. След завземането на властта от болшевиките, лявото крило на ПСР се отцепва под името Леви есери.
Социалистите-революционери участват в Бялото движение, като техни членове са в управлението на Руската държава със столица Омск. Към края на гражданската война в Русия, есерите се борят и срещу болшевиките, и срещу армиите на белите генерали Антон Деникин и Пьотър Врангел.
През 1921 г. партията е забранена. Активистите на партията са подложени на преследване и съд.